# Killers of the Flower Moon
Killers of the Flower Moon er en amerikansk film fra 2023 af Martin Scorsese.

## Medvirkende
- Leonardo DiCaprio som Ernest Burkhart
- Robert De Niro som William Hale
- Lily Gladstone som Mollie Burkhart
- Jesse Plemons som Tom White
- Brendan Fraser som W. S. Hamilton
- John Lithgow som Leaward
- Tantoo Cardinal som Lizzie Q
- Cara Jade Myers som Anna Brown
- JaNae Collins som Reta